# Rochy-Condé
Rochy-Condé je francouzská obec v departementu Oise v regionu Hauts-de-France. V roce 2014 zde žilo 991 obyvatel.

## Poloha obce
Sousední obce jsou: Bailleul-sur-Thérain, Bresles, Laversines, Therdonne a Warluis.

## Vývoj počtu obyvatel
Počet obyvatel